# 情海重吻
情海重吻是一部於1929年上映的中華民國電影。它是一部黑白无声电影，並且帶有中英文字幕。該影片由大中华百合影片公司出品。 谢云卿是該電影的导演兼编剧。王乃东（饰演王起平）、汤天绣（饰演谢丽君）、陈一棠（饰演陈梦天）、朱旦旦（饰演谢丽君母亲）、王谢燕（饰滨王起平母亲）等人為該影片的主演。該影片講述的是谢丽君拋棄丈夫王起平追求陈梦天的故事。